# Mitul lui Zalmoxis
Mitul lui Zamolxis este redat diferit în numeroasele relatări antice, dar posibil ca varianta lui Herodot să fie cea mai apropiată de varianta reală, datorită faptului că este varianta cea mai detaliată și pentru că părintele istoriei s-a inspirat din medii culturale apropiate de societatea getică, și anume a cules date din coloniile grecești pontice pe care le-a vizitat.
Pe scurt, pasajele lui din Cartea IV, 93-96, redau intenția de a explica credința în nemurire a geților, și anume după moarte ei merg la Zalmoxis. Sunt descrise și ritualurile de trimitere a solilor la Zalmoxis (aruncarea în suliți) ca și alte rituri (tragerea de săgeți către cer)
Urmează un pasaj destul de controversat referitor la Zalmoxis: după ce și-a petrecut  o parte din viață în Samos, ca sclav, dar și discipol al filozofului Pitagora, Zalmoxis se reîntoarce printre ai săi. Majoritatea cercetătorilor consideră acest pasaj ca pe o intenție de a-l așeza pe Zalmoxis, și prin el întreaga cultură geto-dacă în tradiția spiritualității grecești.
Se descriu în continuare faptele lui Zalmoxis-omul după întoarcere: introducerea dogmei imortalității omului și alte rituri (tot de esență pitagoreică: ospețele comune) și actului retragerii într-o locuință subterană, urmat de apariții periodice ale sale.
La încheiera pasajului chiar Herodot își exprimă neîncrederea în unele detalii exprimate de el, mai ales asupra legăturii directe dintre Zalmoxis și Pitagora. Totuși pasajul a fost reluat de numeroși autori, ale căror scrieri despre Zalmoxis pot fi încadrate tradiției lui Homer: Hellanicos  (Obiceiuri barbare, 73), Clemens din Alexandria  (Covoarele, I, IV), Origene  (Împotriva lui Celsus, II, 15), Iamblich  (Viața lui Pythagoras, XXX, 73), Porphyrius (Viața lui Pythagoras, 14), Suidas (Lexicon, 500).
Principalele forme folosite ale numelui în izvoarele străvechi sunt Zalmoxis, Zamolxis sau Salmoxis. Originea numelui este incertă, dar mulți cercetători fac apropierea cu cuvântul zemel (pământ), termen de origine indo-europeană. Pe această bază, I.I.Rusu consideră că Zalmoxis era o zeitate a pământului.